# Zo
Zo é um chatbot de inteligência artificial em inglês desenvolvido pela Microsoft. Ele é o sucessor do chatbot Tay, que foi desligado em 2016, depois de tweets polêmicos. Zo é uma versão em inglês dos outros chatbots da Microsoft, Xiaoice (China) e Rinna (Japão).

## História
Zo foi lançado pela primeira vez em dezembro de 2016 no aplicativo Kik Messenger. Ele está agora também disponível para os usuários do Facebook (via Messenger), a plataforma de bate-papo em grupo GroupMe, para os seguidores do Twitter para conversar com ele através de mensagens privadas ou também pelo Skype.
Em um relatório do BuzzFeed News , Zo disse ao repórter que "Alcorão foi violento" quando falava sobre assistência médica. O relatório também destacou a forma como Zo fez um comentário sobre a captura de Osama Bin Laden como um resultado coleta de "inteligência".
Em julho de 2017, o Business Insider perguntou "Windows 10 é bom?" e Zo respondeu com uma piada sobre o sistema operacional da Microsoft: "não é um bug, é um recurso!' - O Windows 8." Eles, então, perguntaram: "por que?" e Zo respondeu: "Porque é a última tentativa do Windows de Spyware." Mais tarde, Zo diria que ele prefere o Windows 7 no qual ele é executado sobre o Windows 10.

## Recepção
Chloe Rose criticou o chatbot, em um artigo em Quartz, escrevendo, "Zo é politicamente correto ao pior extremo possível; mencione qualquer um de seus gatilhos, e ela se transforma em um pirralho julgador."

## Legado
Zo mantém a mais longa conversação contínua da Microsoft: 1.229 turnos, durando 9 horas e 53 minutos.